# Římskokatolická farnost Zbraslav u Brna
Římskokatolická farnost Zbraslav u Brna je územní společenství římských katolíků s farním kostelem svatého Jiljí v děkanství rosickém. Do farnosti patří obce Zbraslav, Litostrov, Stanoviště, Újezd u Rosic, Zálesná Zhoř a část města Velká Bíteš - Ludvíkov. Všechny obce mají své kaple. Ve Zbraslavi je pro celou farnost matrika a hřbitov.

## Historie farnosti
Jádro zbraslavského kostela je gotické z 13. až 15. století. První zmínka pochází z roku 1294. V průběhu 20. století byl kostel rozsáhle upraven.

## Duchovní správci
Poslední stálý kněz zemřel v prosinci 1994. Administrátorem excurrendo byl od ledna 1995 do července 2015 P. Jan Peřina z Vysokých Popovic. Od 1. srpna 2015 byl administrátorem excurrendo R. D. Mgr. Ing. Jan Klíma, kterého 1. srpna 2025 nahradil R. D. Mgr. Josef Maincl.

## Bohoslužby
| Kostel               | Místo    | Bohoslužba (den)                  | Hodina                                                       | Poznámka     |
| -------------------- | -------- | --------------------------------- | ------------------------------------------------------------ | ------------ |
| Kostel svatého Jiljí | Zbraslav | neděle úterý středa čtvrtek pátek | 11.00 17.45 7.30 (bohoslužba slova) 17.45 (bohoslužba slova) | Farní kostel |

## Aktivity ve farnosti
Ve farnosti funguje ekonomická i pastorační rada, funguje pěvecký sbor. Výuka náboženství probíhá na faře. Farnost má dva stálé jáhny, téměř dvacet ministrantů a pro společenské akce může využívat zrestaurované přízemí fary a hřiště na farní zahradě. V pátek po bohoslužbě je k dispozici jáhen pro duchovní rozhovor, společnou modlitbu nebo konzultace. Schází se společenství manželů a mládeže. 
Na 19. listopadu připadá Den vzájemných modliteb farností za bohoslovce a bohoslovců za farnosti brněnské diecéze. Adorační den se koná 5. prosince.
Ve farnosti se pravidelně pořádá tříkrálová sbírka. V roce 2015 její výtěžek činil ve Zbraslavi 44 977 korun.